# Polyblastia
Polyblastia is een geslacht van korstmossen dat behoort tot de familie Verrucariaceae van de ascomyceten. De typesoort is Polyblastia cupularis.
Enkele Nederlandse soorten zijn:
- Lichte kalkstippelkorst (Polyblastia albida) - zeer zeldzaam
- Waterkalkstippelkorst (Polyblastia cupularis) - verdwenen
- Rossige kalkstippelkorst (Polyblastia dermatodes) - vrij zeldzaam

## Soorten
Volgens Index Fungorum telt het geslacht 28 soorten (peildatum februari 2023):
| Soortnaam                | Auteur(s)                     | Publicatiejaar |
| ------------------------ | ----------------------------- | -------------- |
| Polyblastia agraria      | Th. Fr.                       | 1865           |
| Polyblastia albida       | Arnold                        | 1858           |
| Polyblastia aurantia     | Breuss                        | 2002           |
| Polyblastia aurorae      | Savi? & Tibell                | 2012           |
| Polyblastia australis    | P.M. McCarthy                 | 1995           |
| Polyblastia baltica      | Savi? & Tibell                | 2012           |
| Polyblastia borealis     | Savi? & Tibell                | 2012           |
| Polyblastia cataractae   | Savi? & Tibell                | 2012           |
| Polyblastia cupularis    | A. Massal.                    | 1852           |
| Polyblastia dermatodes   | A. Massal.                    | 1855           |
| Polyblastia dimidiata    | Savi? & Tibell                | 2012           |
| Polyblastia efflorescens | Coppins                       | 1992           |
| Polyblastia fusca        | Savi? & Tibell                | 2012           |
| Polyblastia gothica      | Th. Fr.                       | 1865           |
| Polyblastia helvetica    | Th. Fr.                       | 1865           |
| Polyblastia inconspicua  | Savi? & Tibell                | 2012           |
| Polyblastia inumbrata    | (Nyl.) Arnold                 | 1871           |
| Polyblastia media        | Savi? & Tibell                | 2012           |
| Polyblastia neglecta     | Savi? & Tibell                | 2012           |
| Polyblastia nevoi        | Zelenko, Breuss & S.Y. Kondr. | 2007           |
| Polyblastia nordinii     | Savi? & Tibell                | 2012           |
| Polyblastia philaea      | Zschacke                      | 1933           |
| Polyblastia potamophila  | Savi? & Tibell                | 2012           |
| Polyblastia pulchra      | Savi? & Tibell                | 2012           |
| Polyblastia quartzina    | Lynge                         | 1928           |
| Polyblastia sendtneri    | Kremp.                        | 1855           |
| Polyblastia singularis   | (Kremp.) Arnold               | 1868           |
| Polyblastia verrucosa    | (Ach.) Lönnr.                 | 1858           |